# Iridium (satellittelefoni)

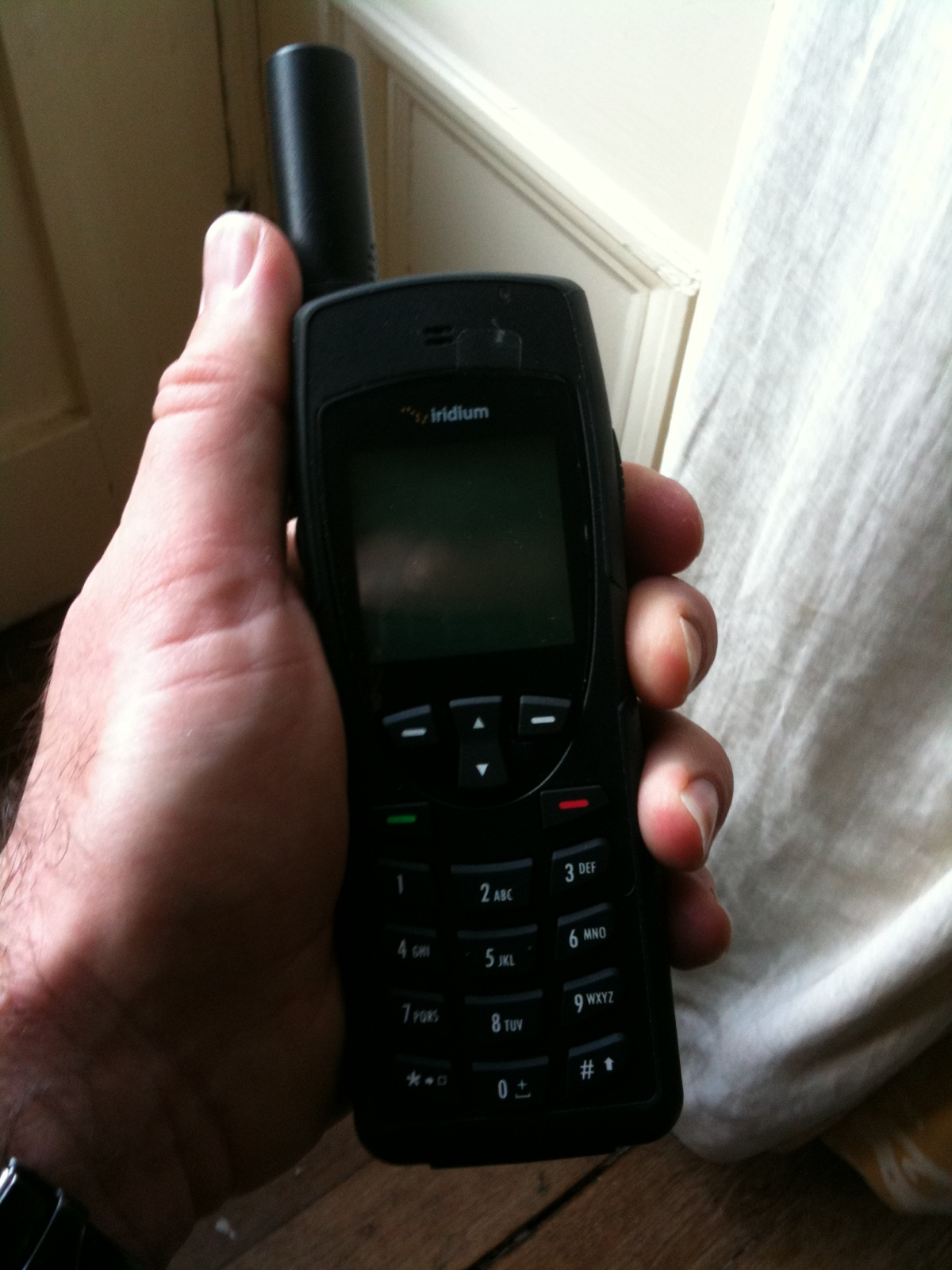
En Iridiumtelefon.

Iridium är ett satellitbaserat kommunikationssystem, som lanserats av Motorola. Det är baserat på satelliter som basstationer, vilka kretsar runt jorden i en låg omloppsbana (LEO, Low Earth Orbiting Satellite) med hastigheten cirka 29 000 km/h. Genom att omloppsbanan är så låg (780 km över jorden) räcker det att mobilerna har enkla rundstrålande antenner och sänder med blygsam effekt. Iridium togs i bruk november 1998.
Ursprungligen var idén att använda 77 satelliter (namnet härlett från grundämnet iridium, som har  atomnummer 77), men fem stycken sköts aldrig upp. Totalt finns 66 aktiva satelliter och sju passiva reservsatelliter som kan omdirigeras till nya banor, om sådant behov skulle uppstå. Utöver dessa 72 satelliter innehåller systemet även tolv stationära jordstationer.
Skämtsamt har 66-satellitsystemet kallats Dysprosium efter grundämnet dysprosium med atomnummer 66.
Frekvenser
- Mellan mobilenhet och satellit: 1,6 GHz-bandet både upp och ner
- Mellan satellit och jordstation: Upp 29 GHz-bandet, ner 19 GHz-bandet
- Mellan satelliter: 23 GHz-bandet

23 GHz-bandet har speciella vågutbredningsegenskaper, som gör det särskilt lämpat för intersatellittrafik. I detta band finns en särdeles hög dämpningstopp orsakad av vattenånga i atmosfären, som gör att terrestra förbindelser är svårt utsatta för fading vid nederbörd och dimma. Satelliter cirklar ovanför atmosfären, och därför spelar vattenångedämpning inte någon roll för intersatellitförbindelser. Däremot ligger vattenångan som en effektiv skärm mellan satellit och terrester kommunikation, vilket innebär att samma frekvens som används för intersatellitförbindelser kan återanvändas i terrester trafik utan att det är någon risk för ömsesidiga störningar.
Samtalet tar alltid den mest ekonomiska vägen. Vanligtvis leds samtalet från mobilstationen upp till satelliten, som i sin tur sänder vidare till någon av jordstationerna. Därefter dirigeras samtalet ut till mottagaren, som antingen kan vara mobil- eller fast telefonkund. Överföringskapaciteten är 2,4 kbit/s.
Ett Iridium-SIM-kort får ett eget landsnummerprefix, +8816, vilket har tilldelats av Internationella teleunionen (ITU). Om det finns radiotäckning utnyttjar mobilerna ofta det terrestra nätet, men systemet kan även utnyttja andras markbaserade nät genom så kallat ”roaming”. För att få största möjliga täckning har iridiumkonsortiet skrivit roamingavtal med de flesta GSM-operatörer.
I början ansågs satellittelefonin som den ”tredje generationens mobiltelefoni” (3G) och den naturliga ersättaren till GSM. Detta har numer avskrivits och istället förknippas UMTS, Universal Mobile Telephone System, med 3G. En av orsakerna till detta torde tillskrivas de enorma kostnader (raketuppskjutning, satellitunderhåll o.d.) som förknippas med satellittelefoni.

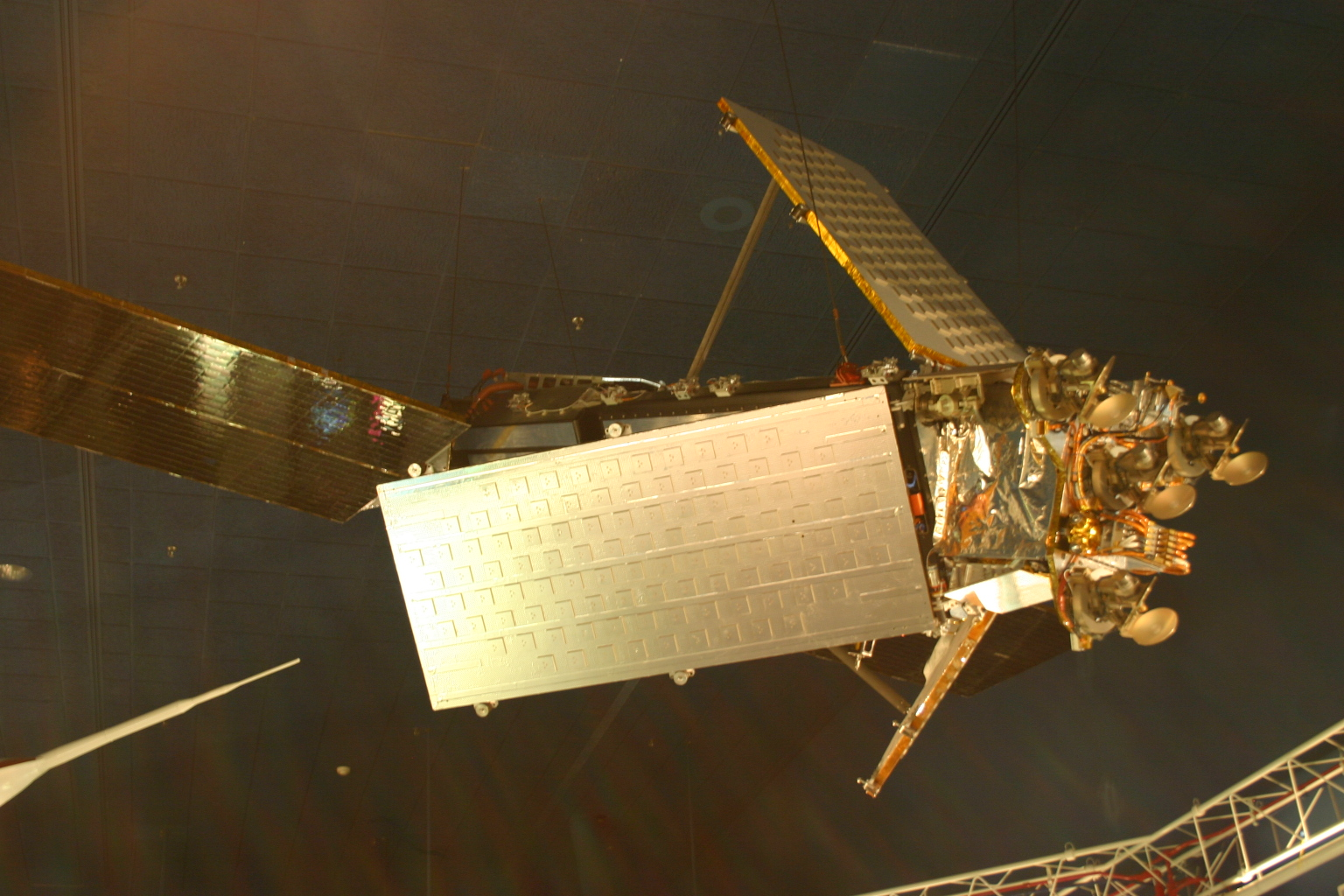
En Iridiumsatellit.

Iridiumsatelliter syns vanligen inte från jorden, men när deras tre fyrkantiga antenner hamnar i rätt läge kan de reflektera solljuset så att deras skenbara magnitud blir −8 eller mer – ljusstarkare än någon himlakropp frånsett solen och månen. Detta kallas för en Iridiumblixt (Iridium flare) och är något som amatörastronomer ofta fångar när de fotar stjärnhimlen med lång exponeringstid. "Blixten" är då linsformad med två strålar i ändarna.

### Andra satellittelefonisystem
- Globalstar
- IGC (Ico Global Com, satellittelefoni)
- Teledisc
- Inmarsat